# Достовалов, Владимир Иванович
Владимир Иванович Доставалов (род. 02.06.1933) — передовик производства, монтажник объектов атомной энергетики в СССР, Герой Социалистического Труда (26.04.1971).

## Биография
Родился в городе Реж Уральской области. 
Трудовую деятельность начал в 1950 году слесарем завода «Уралхиммаш» в Свердловске. В 1954—1957 служил в рядах Советской Армии.
С 1957 слесарь-монтажник в Красноярске. С 1968 бригадир монтажников МСУ № 88 треста «Энергоспецмонтаж» Министерства среднего машиностроения СССР. Участвовал в монтаже и наладке оборудования горно-обогатительных и химических комбинатов, реакторов атомных электростанций, объектов военного назначения.
Города и объекты: Ангарск, Томск-7, Красноярск-26, Навои, Шевченко (полуостров Мангышлак), Сосновый Бор, Кольская и Игналинская атомные станции. Член КПСС с 1984 года.
С 1980 живёт и работает в Обнинске. И сейчас (2013) работает монтажником.

## Награды
- медаль «За доблестный труд. В ознаменование 100-летия со дня рождения Владимира Ильича Ленина» (1969)
- Золотая медаль «Серп и Молот» (1971)
- орден Ленина (1971)
- Нагрудный знак корпорации «Росатом» «За участие в ликвидации Чернобыльской аварии» (2011).